# Dilemma del porcospino

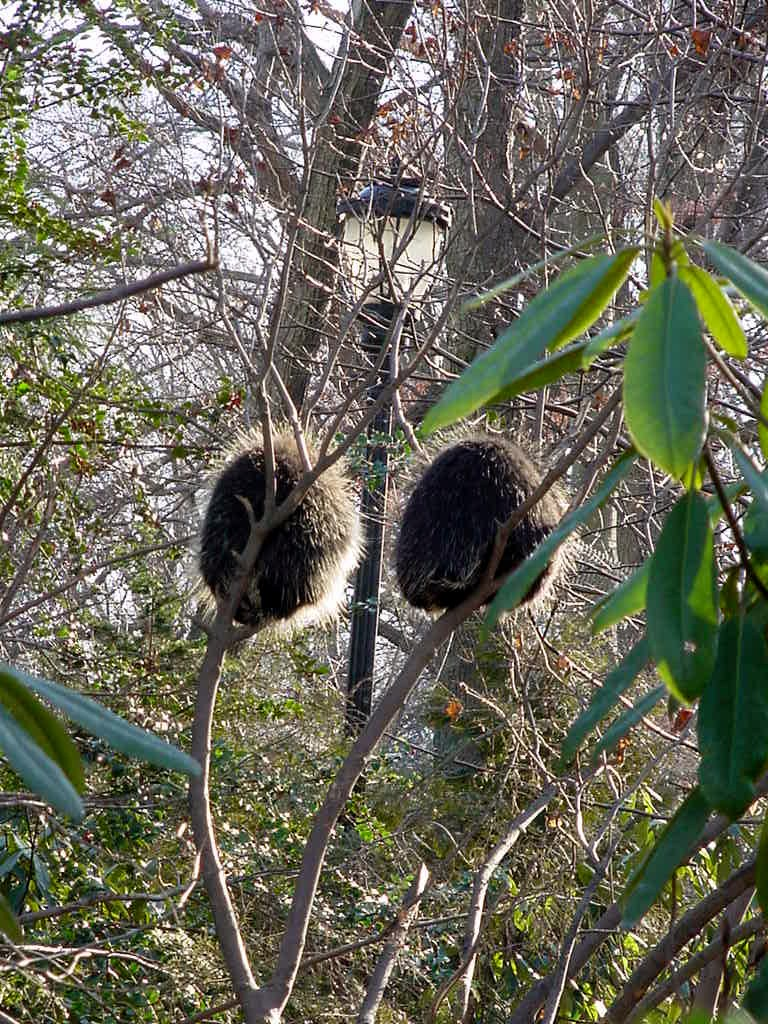
Due porcospini americani (Erethizon dorsatum)

Il dilemma del porcospino afferma che tanto più due esseri umani si avvicinano tra loro, quanto più probabilmente si feriranno l'uno con l'altro. Ciò deriva dall'idea che i porcospini, possedendo aculei sulla propria schiena, se si avvicinassero tra loro si ferirebbero; effettivamente, nella realtà, i porcospini sono animali solitari e non soliti al branco. Questo è in analogia con le relazioni tra due esseri umani. Se due persone iniziassero a prendersi cura e a fidarsi l'uno dell'altro, qualsiasi cosa spiacevole che accadesse ad uno di loro ferirebbe anche l'altro, e le incomprensioni tra i due potrebbero causare problemi ancora più grandi.

## Schopenhauer
Il concetto è ideato dal filosofo tedesco Arthur Schopenhauer nel suo Parerga e paralipomena (1851), volume II, capitolo XXXI, sezione 396. 
Nella sua traduzione inglese, E.F.J. Payne traduce il tedesco "Stachelschweine" ("istrice") con "porcupine" ("porcospino"). Il racconto descrive un numero di porcospini che necessitano di accomodarsi vicino per scaldarsi e che si sforzano di trovare la distanza giusta per non ferirsi l'un l'altro. Il porcospino deve così sacrificare la necessità di riscaldarsi per non pungersi. Schopenhauer conclude che, se qualcuno avesse abbastanza calore interno, potrebbe evitare la società, nonché il dare e ricevere attriti psicologici derivanti dall'interazione sociale.
Il testo della parabola recita così:
Così il bisogno di società, che scaturisce dal vuoto e dalla monotonia della propria interiorità, spinge gli uomini l'uno verso l'altro; le loro molteplici repellenti qualità e i loro difetti insopportabili, però, li respingono di nuovo l'uno lontano dall'altro. La distanza media, che essi riescono finalmente a trovare e grazie alla quale è possibile una coesistenza, si trova nella cortesia e nelle buone maniere.
A colui che non mantiene quella distanza, si dice in Inghilterra: keep your distance! − Con essa il bisogno del calore reciproco è soddisfatto in modo incompleto, in compenso però non si soffre delle spine altrui. − Colui, però, che possiede molto calore interno preferisce rinunciare alla società, per non dare né ricevere sensazioni sgradevoli.»

## Freud
Il concetto è poi entrato a far parte dell'ambito della psicologia quando fu riscoperto ed adottato da Sigmund Freud in Psicologia delle masse e analisi dell'Io. Freud affermò che il suo viaggio negli Stati Uniti nel 1919 fu dovuto a questo: "vado negli USA per scovare qualche porcospino selvatico e insegnare qualcosa".

### Ricerche nella psicologia sociale
Il dilemma ha ricevuto attenzioni empiriche nella psicologia contemporanea. Jon Maner e i suoi colleghi (Nathan DeWall, Roy Baumeister e Mark Schaller) hanno fatto riferimento al "problema del porcospino di Schopenhauer" quando interpretavano i risultati di alcuni esperimenti in cui si esaminava come le persone reagissero all'ostracismo e ad altre forme di esclusione. 
I loro risultati mostrano che, per persone cronicamente ansiose, l'esperienza del rifiuto conduce a divenire relativamente asociali; ma fra persone dalla disposizione maggiormente ottimistica, l'esperienza del rifiuto conduce a intensificati sforzi di avvicinarsi agli altri. I ricercatori conclusero:
Naturalmente Schopenhauer era noto anche per il suo carattere cupo – "è difficile trovare nella sua vita testimonianze di virtù se non la gentilezza verso gli animali... in ogni altro ambito era completamente egoista." (Russell, 1945, p. 758) – e la sua filosofia era nota per il pessimismo.»

## Riferimenti culturali
Hedgehog's Dilemma è il nome di un progetto musicale elettronico/sperimentale iniziato da Timothy Hester a Stockton, in California.
Nella novella La fortezza assediata di Qian Zhongshu un personaggio parla esplicitamente del dilemma.
Il dilemma del porcospino è raccontato da Ritsuko a Misato, con riferimento a Shinji, nell'anime Neon Genesis Evangelion, e la stessa musica di sottofondo è intitolata Hedgehog's Dilemma, composta da Shirō Sagisu.
The Hedgehog Dilemma è il titolo dell'EP di debutto dell'artista hip hop Alex Frecon.
Hedgehog's Dilemma è il titolo di un EP di Jani Galbov (Maxis).
Hedgehog's Dilemma è il titolo di un brano diviso in due parti dell'album Terraforming del gruppo The Postman Syndrome.
Porcupine's Dilemma è il titolo di un poema di Stephen Wack che esamina il tentativo di integrare il mantenere le distanze mentre si ha a che fare con l'amore e le relazioni.
Nel film Il caso Thomas Crown, il protagonista paragona la sua relazione con una donna ad un "accoppiamento fra porcospini" durante una sessione con il suo psicanalista.
Nel film Il materiale emotivo il dilemma del porcospino viene citato per descrivere il rapporto tra i due protagonisti, attratti l'uno dall'altra, ma timorosi di ferirsi.
Nella canzone Istrice i Subsonica hanno ripreso il tema del dilemma.
The Hedgehog Song appare frequentemente nei racconti Discworld di Terry Pratchett.